# Streptosolen (plante)
Cet article concerne la plante. Pour le genre d'éponges fossile, voir Streptosolen (éponge).
Genre
Streptosolen est un genre de plantes de la famille des Solanaceae.
Seules deux espèces ont été décrites dans ce genre :
- Streptosolen jamesonii (Benth.) Miers
- Streptosolen benthamii Miers, qui est synonyme au premier[2]

Ce genre est donc actuellement considéré comme monotypique.